# كانتون أولميدو، لوجا
كانتون أولميدو، لوجا (بالإنجليزية: Olmedo Canton, Loja)‏ هو كانتون في الإكوادور، يتبع مقاطعة لوخا.